# Kuninkaantammi
Kuninkaantammi (en suédois : Kungseken, en français : chêne royal) est une nouvelle section du quartier de Kaarela à Helsinki en Finlande.

## Description
Kuninkaantammi a une superficie de 1,09 km2, sa population s'élève à 100 habitants(1.1.2010) et elle offre 566 emplois (31.12.2008).
La nouvelle zone de Kuninkaantammi borde la ville de Vantaa et  le Vantaanjoki au nord-ouest et au nord. 
À l'est et au sud-est, la frontière est le parc central d'Helsinki, et au sud, la frontière de la zone du projet longe les petites zones résidentielles de Hakuninmaa. La zone continue à l'ouest de Hämeenlinnanväylä, où elle borde la ville de Vantaa.
Le nom de la section  vient du vieux chêne, aujourd'hui protégé, qui y pousse et qui, selon la tradition, a été planté par le roi suédois Gustave III au XVIIIe siècle. 
Selon cette tradition, l'ancienne route qui traverse la zone, Kuninkaantammentie porte également son nom.

## Galerie

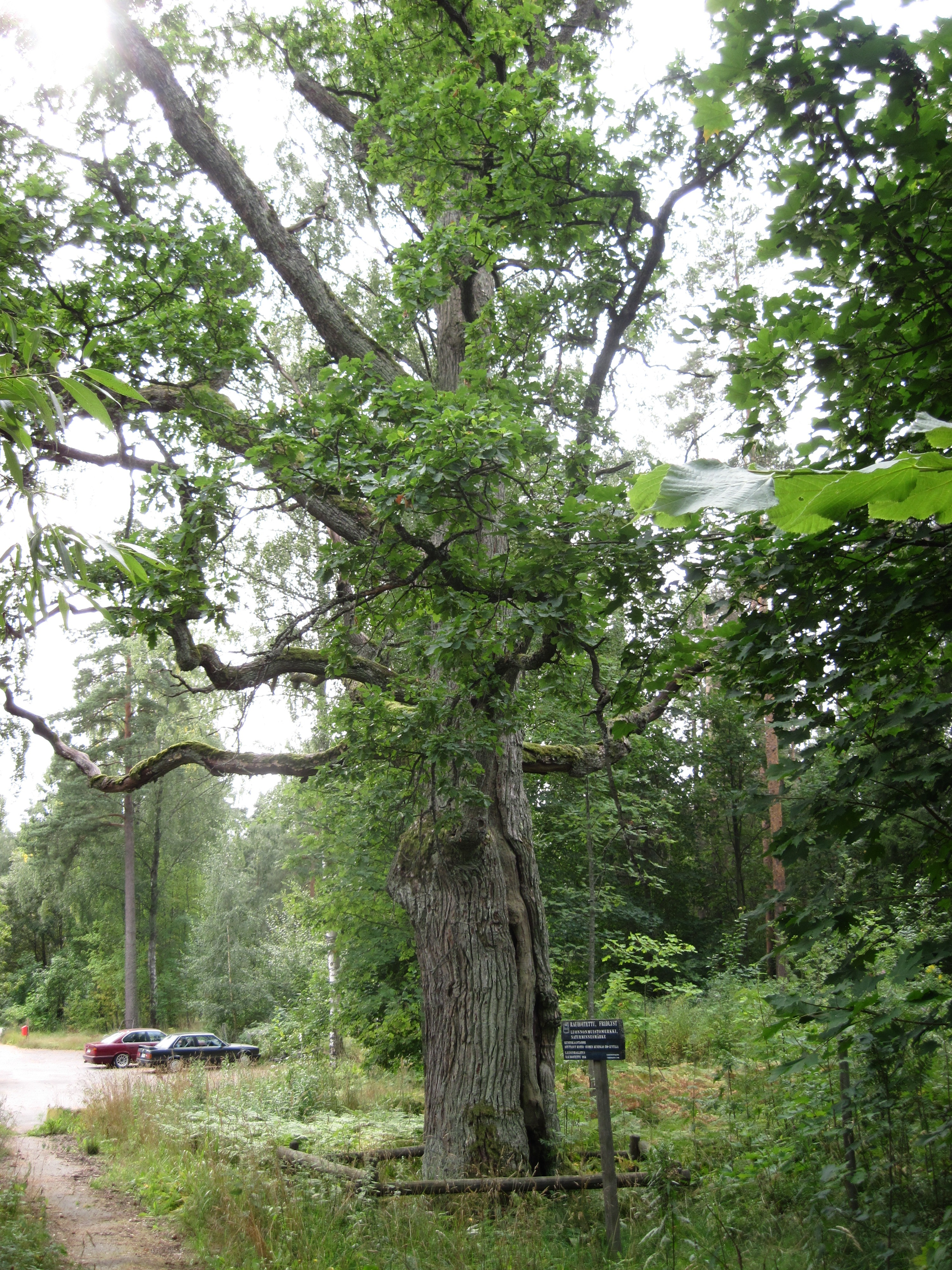
Le chêne du roi qui a donné son nom à la section.
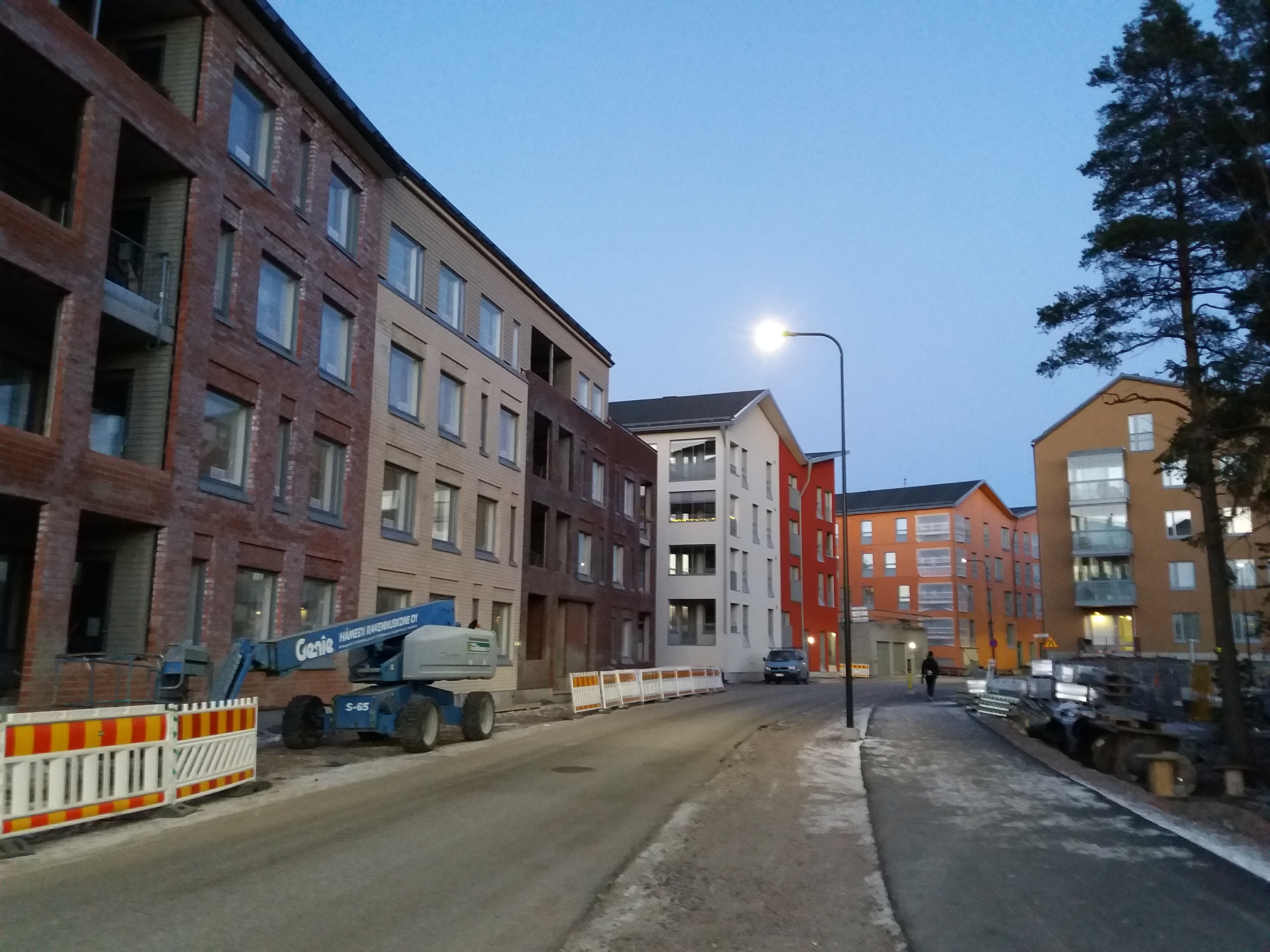
Constructions en bois de A-Kruunu.
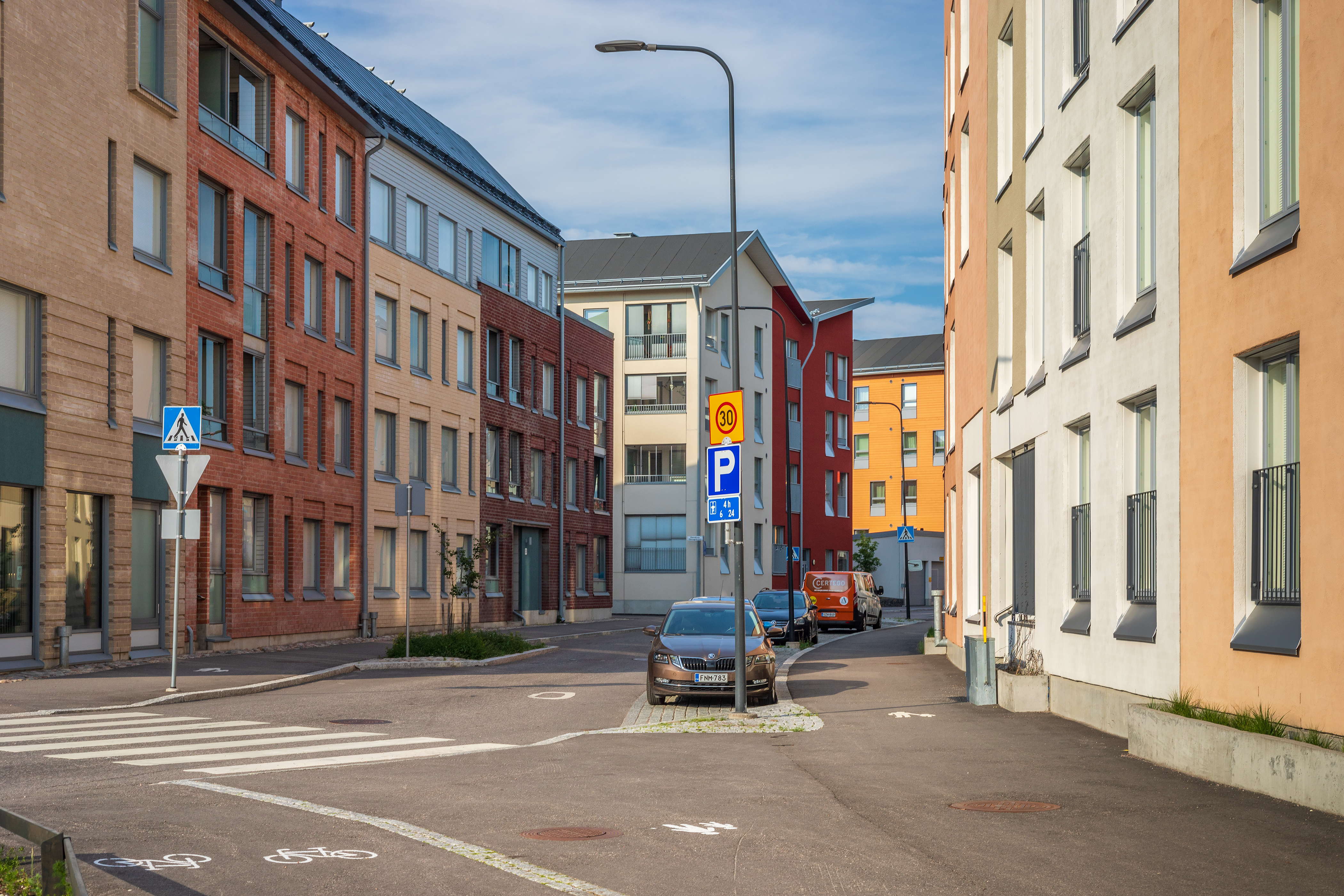
Rue Taidemaalarinkatu.
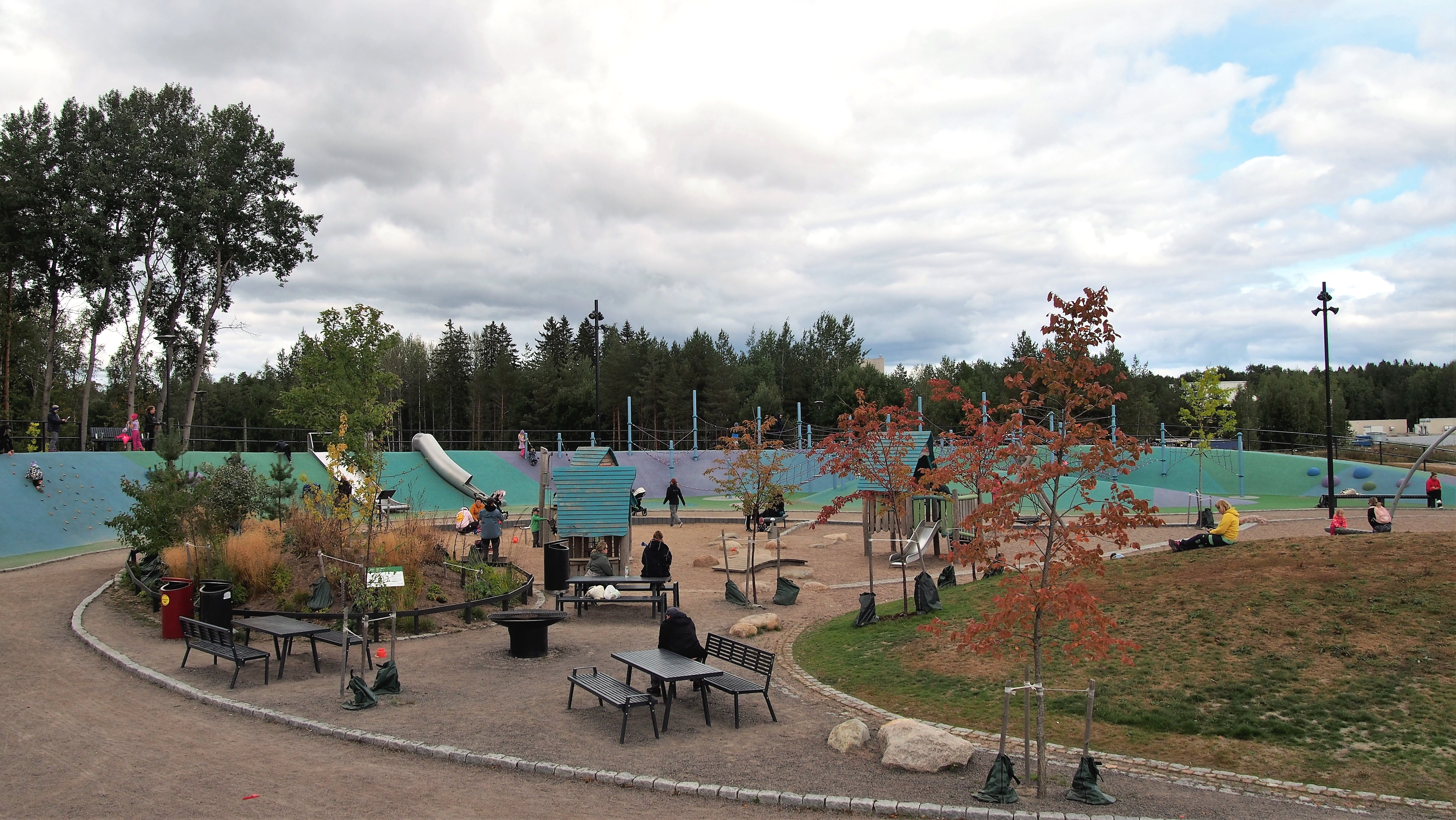
Parc Vennynpuisto.